# Sicherheitskultur

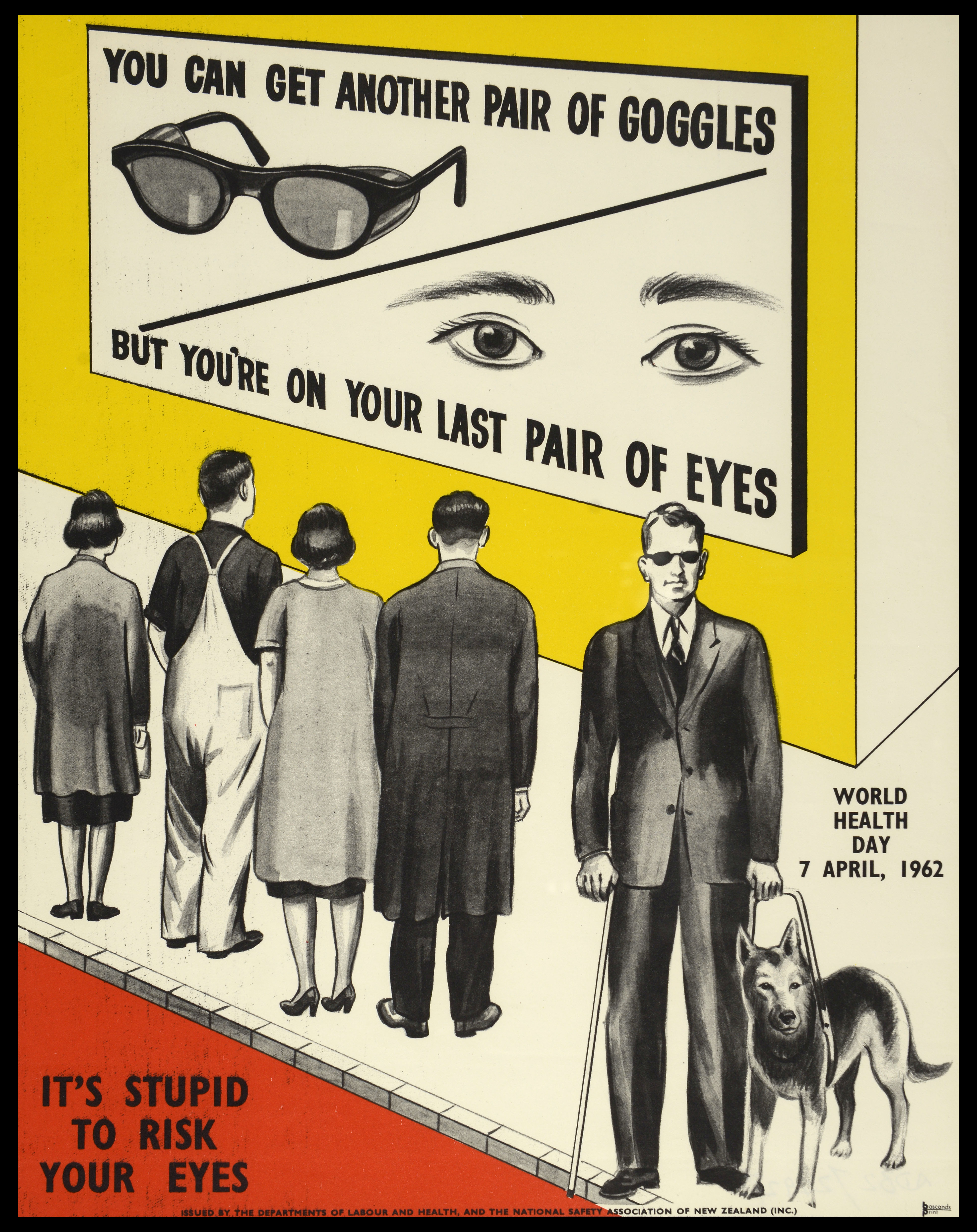
Poster zum World Health Day 1962: Du kannst eine neue Brille haben, aber du hast bereits dein letztes Paar Augen – es ist dumm, dein Augenlicht zu riskieren

Sicherheitskultur ist ein Verhaltensmerkmal einer Gruppe oder Organisation, wie mit Fragen zur Sicherheit umgegangen wird. Es unterliegt einem komplexen Lernprozess, in dem sich gemeinsame Ziele, Interessen, Normen, Werte und Verhaltensmuster herausbilden.
In Anlehnung an:
- Edgar Schein, 1997: „Kultur ist das Ergebnis eines komplexen Lernprozesses einer Gruppe, Organisation oder Gesellschaft, in dem sich gemeinsame Ziele, Interessen, Normen, Werte, Verhaltensmuster, Rituale, Traditionen, Kontinuität, Geborgenheit und andere Merkmale herausbilden.“
- Cox and Cox, 1991: „Sicherheits-Kultur beschreibt die Art und Weise wie Sicherheit am Arbeitsplatz organisiert wird, und spiegelt damit die Einstellungen, Überzeugungen, Wahrnehmungen und Werte der Mitarbeiter in Bezug auf die Sicherheit wider.“[1]

## Entstehung und Bedeutung des Begriffs Sicherheitskultur
Der Begriff der „Sicherheitskultur“ wurde erstmals 1986 im Zusammenhang mit der Katastrophe von Tschernobyl verwendet, zu der in erheblichem Maße organisatorische Mängel als Unfallursache beigetragen hatten. Die von der IAEA eingesetzte INSAG-Kommission (International Nuclear Safety Group) fasste unter diesem Begriff das „sogenannte menschliche Element“ bei der Bedienung des Reaktors zusammen.
Die OECD stellte hierzu fest:

„Der Reaktorunfall in Tschernobyl hat gezeigt, dass die grundlegenden Sicherheitswerte, Normen und Einstellungen einer ganzen Organisation schwach waren oder fehlten. In einem solchen Fall ist es egal wie gut die vorhandenen Sicherheitseinrichtungen und Verfahren entwickelt und erstellt wurden. Sie nützen nichts, wenn durch das Personal die Betriebsgrenzen überschritten und Sicherheitssysteme umgangen werden. Sicherheitskultur muss daher alle Ebenen einer Betriebsorganisation durchdringen.
An der Spitze eines Konzerns hat das Management einen tiefgreifenden Einfluss auf die Sicherheitskultur des gesamten Unternehmens, in dem sie die Werte von Sicherheit und Qualität im Unternehmen deutlich macht, so dass die Arbeitnehmer bei ihren täglichen Aufgaben nicht in einen Konflikt zwischen Sicherheit und Produktionsziele geraten. Die Mitarbeiter werden sehr genau beobachten, ob die ausgegebenen Werte des Unternehmens mit den tatsächlichen Handlungen des Managements in Übereinstimmung stehen.“

Als Folge des Tschernobyl-Unfalles wurde von der IAEA 1991 erstmals in der Industrie der Begriff „Sicherheitskultur“ (safety culture) geprägt, um auf die Wichtigkeit von menschlichen und organisatorischen Belangen für den sicheren Betrieb von Kernkraftwerken aufmerksam zu machen:

„Sicherheitskultur ist die Summe aller Merkmale und Einstellungen in Organisationen und von Individuen, die sicherstellt, dass als oberste Priorität Themen der nuklearen Sicherheit die Aufmerksamkeit erhalten, die sie aufgrund ihrer Signifikanz verdienen.“

Die Bedeutung der Sicherheitskultur für die Sicherheit technisch komplexer Systeme wird heute in allen Industriebereichen erkannt. Sie manifestiert sich in praktisch allen großen industriellen Unfällen, wie Chemie – Sevesounglück (1976), Kerntechnik – Katastrophe von Tschernobyl (1986), Raumfahrt – Challenger (1986), Petrochemie – Piper Alpha (1988), Bahn – ICE-Unfall von Eschede (1998).
Die Ölpest im Golf von Mexiko 2010 und die Nuklearkatastrophe von Fukushima 2011 unterstreichen auch heute die Bedeutung dieser Einflussgröße.
Der Umstand, dass erst eine Vielzahl schwerer industrieller Unfälle die große Bedeutung der Einflussgröße „Sicherheitskultur“ erkennen ließ, erklärt sich damit, dass Sicherheitskultur nicht sichtbar und damit auch nicht direkt messbar ist.
In der Luftfahrt wird dieser Erkenntnisprozess mit „the evolution of safety thinking“ bezeichnet, wonach sich die Erkenntnis über die wesentlichen Arten der Unfallursachen zeitlich wie folgt entwickelt hat: Technische Faktoren (1950), Human Factors (1970), Organisatorische Faktoren (1980).
Edgard Schein beschreibt in seinem Dreiebenen-Modell die Merkmale und Wirkungsweise einer Organisationskultur, die sinngemäß auch für Sicherheitskultur gelten, wie folgt:
- Artefakte der Organisation: Die sichtbaren Merkmale der Organisation, wie das Erscheinungsbild des Unternehmens, Art und Zustand der Gebäude, die Ausstattung der Mitarbeiter. Deren Ursprünge und Hintergründe bleiben jedoch im Verborgenen.
- Herausgestellte Werte: Wie Strategie, Ziele und Philosophie des Unternehmens (Unternehmensleitlinien), die jedoch noch keinen gemeinsamen Erfahrungsstand darstellen. Durch gemeinsame Erfahrung erfolgt der Übergang von herausgestellten Werten auf gemeinsame Grundwerte (Transformationsprozess).
- Grundlegende Annahmen und Werte: Sie liegen unbewusst vor, sind nicht messbar und bestimmen wesentlich die Kultur des Unternehmens. Es sind die Eigenschaften wie wir über die Dinge denken und uns verhalten. Sie sind nicht Gegenstand der Diskussion. Sie begründen das Vertrauen in Andere, die die gleichen Denkmuster haben und ermöglichen gemeinsam empfundene Aufbruchsstimmungen zur Erreichung gemeinsamer Ziele.

## Methoden zur Erkennung, Bewertung und Lenkung von Sicherheitskultur
Die Schweizer Aufsichtsbehörde HSK stellt die enge Wechselbeziehung zwischen Sicherheitskultur und Sicherheitsmanagement heraus:

„Sicherheitskultur und Sicherheitsmanagement sind sehr nahe verwandt. Trotz dieser Verwandtschaft besteht aber ein wesentlicher Unterschied zwischen den beiden Begriffen. Während Sicherheitskultur selber nicht direkt beobachtbar und nur an ihren Auswirkungen zu erkennen ist, kann das Sicherheitsmanagement direkt beobachtet und – auf Papier – beschrieben werden. Aus dem Vorhandensein eines Sicherheits-Management-Systems, dessen expliziten Beschreibung und der Feststellung seiner Wirksamkeit kann somit indirekt auf die Sicherheitskultur des Werkes geschlossen werden.“

Aufgrund der großen Bedeutung der Einflussgröße „Sicherheitskultur“ kommen heute in praktisch in allen risikorelevanten Industriebereichen Sicherheitsmanagement-Systeme zur Anwendung.
Methoden zur Ermittlung und Bewertung von Sicherheitskultur in Unternehmen erfolgen weitgehend in qualitativer Form, wie durch Beobachtung des Personals (mit Schwerpunkt auf Gruppendiskussionen), Auswertung von Betriebsberichten und Fallstudien sowie durch Frageaktionen (Questionnaires) mit standardisierten Fragelisten über Organisations- und Betriebsabläufe, Management- und Personalverhalten. In einem numerischen Ranking der Ergebnisse der Befragungen soll die Einflussgröße Sicherheitskultur quantifiziert werden.
Eine weitere Form der Erfassung der Einflussgrößen von Organisation und Management besteht in der vertieften Ursachenanalyse von Störungen und Unfällen. Diese Auswertung wird ergänzt durch die Ableitung von Sicherheitsindikatoren bezüglich der ermittelten Häufigkeiten von Störungen und Fehlhandlungen durch das Personal (Human Factors).
Von der amerikanischen Luftfahrtbehörde wird nach ein Ansatz verfolgt, Organisations- und Managementeinflüsse von Unfallereignissen nach dem Unfallentstehungsmodell von Reason detailliert zu analysieren. Dieses Modell bildet den wesentlichen Kern die Ursachenanalyse von Störereignissen und Unfällen. Anlass für diese Untersuchung war die Zunahme „organisationaler Unfälle“ in der Luftfahrt, die auf die zunehmende Komplexität des gesamten sozio-technologischen Umfeldes der Luftfahrt zurückgeführt wird.
Die Elemente der Ereignis- und Unfallursachen (nach dem Modell von Reason) nach denen die Unfallereignisse untersucht werden, sind:
- organisatorische Faktoren (fehlerhafte Entscheidungsprozesse, ökonomische und politische Einflussgrößen, Organisationskultur)
- Aufgaben, Arbeits- und Umgebungsbedingungen (zu geringe Mittel für neues Equipment, geringe Arbeitsmoral)
- individuelle Einflussfaktoren (uneffektives Training)
- unzureichend Abwehrmaßnahmen gegen den Störungs- und Unfallablauf, auch unter bisher nicht erkannten Bedingungen.

## Sicherheitskultur in der Gesellschaft
Sicherheitskultur als gedanklicher Konstrukt dient der Analyse der Gesellschaft im Umgang mit (Un-)Sicherheit, wobei unterschiedliche Aggregationsebenen (Individuum, Gruppe, Organisationen, Gesellschaftssystem u. a.) zugrunde gelegt werden können.
Kulturelle und gesellschaftliche Gegebenheiten und Verhaltensmuster nehmen Einfluss auf die Entwicklung der Technik, wie auch umgekehrt diese von der Technik beeinflusst werden.
Sicherheit hat eine starke subjektive Komponente und ist damit auch – oder vorrangig – kultureller und dynamischer Natur. Sicherheit entsteht nicht nur aus Wissen und Einsichten, aus rationalen oder als rational bezeichneten Entscheidungen und transparenten Handlungen. Sicherheit entsteht auch aus einem intuitiven Verständnis, aus Erfahrungen und Erwartungen, aus Hoffnungen und Ängsten, aus erlebten Mitgestaltungsmöglichkeiten bei technischen Problemlösungsprozessen oder zumindest wahrgenommenen Eingriffsmöglichkeiten in technische Abläufe bzw. aus Ohnmachtsgefühlen angesichts einer scheinbaren Eigendynamik des Technischen. Der Verständigungsprozess über die Gewährleistung von Sicherheit (einer technischen Anlage) zwischen den Erstellern und Betreibern einer Anlage auf der einen Seite und der in der Nachbarschaft der Anlage lebenden Bevölkerung auf der anderen Seite ist auch sprachlich und kulturell beeinflusst.
Die „Cultural Theory of risk“ versucht anhand empirischer Studien soziale Konflikte, verursacht durch technische und Umwelt-Risiken, zu erklären. Sie geht davon aus, dass unterschiedliche Wahrnehmungen und Diskrepanzen über Risiko/Gefahr und Sicherheit als Indizien konkurrierender Wertvorstellungen existieren. In „Grid and Group Cultural Theory“ werden zwei wesentliche Einflussgrößen unterschieden, die Bindung in der Gruppe und die vorherrschenden Regeln und Strukturen. Mit der Stärke der Ausprägung der jeweiligen Einflussgröße wächst auch die Risikowahrnehmung.
Sicherheit und Lösungsansätze für Sicherheitsprobleme variieren vor allem aufgrund politischer und sozialer institutioneller Beziehungen. Unsicherheit stärkt die alteingesessenen Interpretationen und Beziehungen innerhalb einer Kultur.
In den europäischen Staaten herrschen unterschiedliche Symbole und Wertvorstellungen in Bezug auf schützenswerte Güter und Schutzmaßnahmen vor. Sie schlagen sich in den nationalen Gesetzen und technischen Normen nieder und geben Aufschluss über die nationale Sicherheitskultur eines Landes.
In den Bevölkerungen moderner Industriegesellschaften wächst unabhängig von der tatsächlichen Risiko- und Sicherheitssituation das Sicherheitsverlangen. Die Risikoakzeptanz nimmt dabei dramatisch ab, wie in demselben Maße das Sicherheitsverlangen zunimmt.

## Sicherheitskultur in der Seeschifffahrt
Große Schiffskatastrophen wie z. B. der gestrandete Tanker Amoco Cadiz (1978), die gekenterte Fähre „Herald of Free Enterprise“ (1987) und der gestrandete Tanker „Exxon Valdez“ (1989) zeigten in der Seeschifffahrt eine neue Dimension des Unfallgeschehens mit sehr großen Auswirkungen sowohl auf die Meeresumwelt als auch auf die Seeleute selbst.
Zur Unterstützung von Aufbau und Festigung einer Sicherheitskultur in der Schifffahrt als ein auch weltweites Öffentliches Interesse rückten z. B. The Nautical Institute und Lloyd’s Register in Zusammenarbeit mit Lehrfilmen wie „The Human Element – Improving the awareness of the Human Element in the Maritime Industry“ den Begriff „Menschlicher Faktor“ insbesondere für interessierte Parteien („Stakeholder“) im Bereich Maritime Wirtschaft in das öffentliche Bewusstsein.
In Europa wurde auf Frankreichs Initiative hin nach dem Unglück der Amoco Cadiz im Jahr 1978 mit Unterstützung von 14 europäischen Staaten mit dem „Paris Memorandum of Understanding on Port State Control“ (kurz: „Paris MoU on Port State Control“) eine übergeordnete Einrichtung zur „Hafenstaatkontrolle“ gegründet und zur rechtssicheren Beschreibung festgestellter Mängel am Schiffszustand sowie bzgl. der Arbeits- und Lebensbedingungen an Bord wird seitdem eine „List of Paris MoU deficiency codes“ als eine Art „Technischer Diagnose-Code“ veröffentlicht und ist seitdem weiter entwickelt in seiner jeweils aktuellen Fassung stets anwendbar.
Für den weiteren rechtlichen Rahmen einer Sicherheitskultur in der Seeschifffahrt traten der bereits 1993 veröffentlichte International Safety Management Code (kurz: „ISM-Code“) der IMO 1998 und das Seearbeitsübereinkommen (kurz: „MLC 2006“) 2013 der ILO international in Kraft.
1997 kam die IMO zu dem Ergebnis, dass von den erfassten Unfällen bei 33 % der Schiffsunglücke und bei 16 % der Arbeitsunfälle an Bord die Übermüdung im Sinne von Seafarer Fatigue ein nachweisbarer Faktor ist und die Erkenntnisse einer IMO-/ILO-Expertengruppe flossen ab 2001 auf internationaler und nationaler Ebene auch in Deutschland mit dem Zikular „MSC/Circ. 1014“ aus 2001 und 2002 in die Rechtsetzungstätigkeit ein, was im Vorwort der IMO-„Richtlinie zur Linderung von Fatigue (Übermüdung) und Fatigue-Management“ mit ausdrücklichem Hinweis auf die Exxon Valdez für den weiteren Aufbau und Festigung einer Sicherheitskultur in der Schifffahrt wie folgt begründet wurde:
„Der Fall der Exxon Valdez, eines der größten maritimen Seeunfälle des letzten Jahrhunderts, ist einer der vielen Zwischenfälle, bei dem Fatigue als zusätzlicher Faktor bei der Unfallursache ausgemacht wurde. Die International Maritime Organization (IMO) hat eine praktische Anleitung für den Aufbau einer Sicherheitskultur in der Schifffahrt entwickelt, die interessierten Parteien zu einem besseren Verständnis des Phänomens „Fatigue“ verhelfen soll.“
Zur Unterstützung der Sicherheitskultur in der weltweiten Seeschifffahrt rückten The Nautical Institute und Lloyd’s Register in Zusammenarbeit mit Lehrfilmen auch die „IMO-Guidelines on Fatigue“ in das Bewusstsein der Öffentlichkeit und verdeutlichten für alle beteiligten Seiten „you have a role to play“, denn es ist und bleibt angesichts des Unfallgeschehens auf See „Time to wake up to the consequences of Fatigue“.
Für den notwendigen Aufbau und die Festigung einer Sicherheitskultur in der Seeschifffahrt wurde „Seafarer Fatigue“ somit zum Gegenstand wissenschaftlicher Forschungen, wobei die Arbeiten insbesondere ab 1995 am Seafarers International Research Centre an der Universität Cardiff , (kurz: „SIRC Cardiff“ – mit Online-Reports) die Syddansk Universitet mit „Campus Esbjerg“ und die World Maritime University in Malmö (kurz: „WMU Malmö“) insgesamt zu zahlreichen Veröffentlichungen führten.
Auch in Deutschland wurde die grundlegende Bedeutung und Dringlichkeit einer Sicherheitskultur in der Seeschifffahrt erkannt, was 1999 durch eine Zusammenarbeit von See-BG und DAG-Schifffahrt zur Publikation „FATIGUE – Die Übermüdung als Sicherheitsrisiko an Bord – Problemskizze – Rechtsgrundlagen – Kommentar“ führte.
In der englischsprachigen Literatur herausgegeben von der Royal Society for the Prevention of Accidents wurden auch zwecks Aufbau und Festigung einer Sicherheitskultur in 2001 fünf überprüfbare Kategorien ähnlich wie in den „IMO-Guidelines on Fatigue“ vereinfacht als „Personnel“, „Material“, „Task“, „Environment“ und „Management“ vorgestellt, bis ab 2004 die brit. University of Bath und die brit. „Health and Safety Executive“ in der Reihe HSE Books das Arbeitsbuch „Investigating accidents and incidents A workbook for employers, unions, safety representatives and safety professionals.“ (kurz: „HSG245“) mit ausgefeilten Fragebögen und Arbeitsblättern zur sogenannten „Adverse event analysis“ veröffentlichte, was als ein „step by step guide“ zur Unfallanalyse mit erprobter Arbeitsmethode unter Anwendung von fünf Kategorien von jeder „interessierten Seite“ in schlussendlich jeder Branche genutzt werden kann und somit zur Festigung einer Sicherheitskultur beiträgt.
Die auch für Fallstudien zuständige Berufsgenossenschaft Verkehrswirtschaft Post-Logistik Telekommunikation (kurz: BG Verkehr) rückte z. B. durch den Spiegel-Beitrag „Großer Pott, große Depression“ auch mit der dokumentierten Erkenntnis eines erfahrenen Arztes „Das Bordleben bedeutet eine Extremsituation“ die berufsbedingte Übermüdung im Sinne von Seafarer Fatigue mit ihren Folgen im deutschen Sprachraum in das öffentliche Bewusstsein und veröffentlichte in 2018 mit der „DGUV Vorschrift 84 – Unfallverhütungsvorschrift Seeschifffahrt“ dort in Anlage 1 eine Übersicht „Schifffahrtsrechtliche Arbeitsschutzvorschriften“, was die Komplexität der Sicherheitskultur in der Seeschifffahrt in das Bewusstsein der beteiligten Seiten inkl. Versicherer rückt.
Von den auf internationaler Ebene für “Protection and Indemnity” zuständigen maritimen Versicherern (kurz: “P&I Clubs”) wird immer wieder festgestellt “Accidents will happen if crew do not have sufficient rest and sleep … from minor personal injuries to major fires, collisions and groundings”; beispielhaft werden ausgewertete Unfälle „related to Fatigue“ genannt und daher auf die für eine Sicherheitskultur in der Seeschifffahrt fundamentale Bedeutung des seit 2013 international geltenden Seearbeitsübereinkommens (kurz: „MLC 2006“) anlässlich des Unfall-Geschehens in der Seeschifffahrt inkl. möglichem Arbeitsunfall stets hingewiesen, für deren Einhaltung in Deutschland die BG Verkehr insbesondere mit Blick auf das Seearbeitsgesetz (SeeArbG) § 129 als eine wichtige maritime Rechtsgrundlage ebenfalls zuständig ist.
Das Verkehrsblatt veröffentlichte 2013 in deutscher Sprache für einen „Überprüfungsbericht – Seearbeitsgesetz“ zur Umsetzung vom „Seearbeitsübereinkommen – MLC 2006“ zwei ebenfalls für eine Fallstudie anwendbare Formulare zur Dokumentation der angetroffenen Arbeits- und Lebensbedingungen im Verantwortungsbereich der BG Verkehr auch zur Information der Schiffsbesatzungsmitglieder und damit auch der über die BG Verkehr versicherten Seeleute zur weiteren Durchsetzung und Festigung der Sicherheitskultur in der weltweit operierenden Seeschifffahrt zum Schutze der Meere und der Menschen.
Mit den musikalischen Mitteln eines Künstlers rückte Achim Reichel mit „Exxon Valdez“ die Problematik „Sicherheitskultur in der Seeschifffahrt“ und den damit verbundenen Meeresschutz in das Bewusstsein einer breiten Öffentlichkeit.
Im Rahmen einer Dissertation rückte die Autorin Myriam Lemke aus der Sicht des Rechts die Problematik „Sicherheitskultur in der Seeschifffahrt“ in das Bewusstsein von Juristen.
Das weltweit gesellschaftlich bedeutsame Anliegen einer „Sicherheitskultur in der Seeschifffahrt“ wird im Rahmen einer national und international unterschiedlich ausgeprägten Erinnerungskultur inhaltlich unterstützt auch durch internationale Aktions- und Gedenktage wie beispielsweise den Tag des Seefahrers, den Sonntag des Meeres und auch mit dem Weltschifffahrtstag.
Die Rechtsetzungstätigkeit der Weltschifffahrtsorganisation IMO zum Aufbau und zur wirksamen Durchsetzung der Sicherheitskultur in der Seeschifffahrt auch mit der Seefahrer-Nation Deutschland als Mitglied der IMO ist exemplarisch gekennzeichnet durch folgende Jahreszahlen:
- 1993: die “Resolution A.772(18) on Fatigue factors in manning and safety” arbeitete die Bedeutung von Gruppen bei der Identifikation von Fatigue verursachenden Faktoren heraus.[49]
- 1998: der “Human Element Analysing Process (HEAP)” der IMO ermöglicht, die 1993 beschriebenen Fatigue verursachenden berufsspezifischen Faktoren und damit die Arbeits- und Lebensbedingungen der Seeleute und ihrer Schiffe zu analysieren.[50]
- 1999: die IMO-Entschließung A.772(18) Übermüdungsfaktoren in Besetzung und Sicherheit erscheint in Deutsch (Auszug) in der Publikation Fatigue. Die Übermüdung als Sicherheitsrisiko an Bord – Problemskizze – Rechtsgrundlagen – Kommentar.[51][52]
- 2001: Die IMO-Guidelines on Fatigue stellen in der Fassung des MSC / Circ. 1014 die erhöhte Gefahr von maritimen Unfällen als Langzeitwirkung von beruflich verursachter Fatigue sowie auch beobachtete psychische Erkrankungen wie Angst und Depression in der Berufsgruppe der Seeleute in allen einzeln betrachteten Diensträngen auf einem Handelsschiff als ernst zu nehmendes branchentypisches Problem heraus und machen zur Unfall- und Erkrankungs-Ursachen-Ermittlung die 1993 veröffentlichte “Resolution A.772(18) on Fatigue factors in manning and safety” in 2001 zum Bestandteil der “IMO-Guidelines on Fatigue”.[53]
- 2011: die Cardiff University veröffentlicht den Lehrfilm „Seafarers Fatigue Film - Cardiff University“ bzw. „Fatigue at Sea – The Cardiff University Research Programme & Industry perspectives“.[54]
- 2014: die Port State Control unterstützt die wirksame Durchsetzung der Sicherheitskultur in der Seeschifffahrt mit einer “Concentrated Inspection Campaign (CIC) on STCW Hours of Work and Rest”, weil Fatigue als wichtiger Faktor im Zusammenhang mit Unfällen bis hin zu Strandungen (“groundings”) bekannt ist.[55][56]
- 2018: die in Deutschland tätige DGUV veröffentlicht in ihrer DGUV Vorschrift 84 in der Anlage 1 Schifffahrtsrechtliche Arbeitsschutzvorschriften exemplarisch auch von der IMO den “MSC/Circ. 1014 Richtlinie zur Linderung von Fatigue und Fatigue-Management”.[57]
- 2019: Die “IMO-Guidelines on Fatigue” konnten nach seit 2001 gesammelten Erfahrungen von den einzelnen Diensträngen auf einem Handelsschiff verallgemeinern und stellen in der weiter entwickelten Fassung des MSC.1 / Circ. 1598 auch weiterhin die erhöhte Gefahr von maritimen Unfällen und weiterhin beobachtete psychische Erkrankungen wie Angst und Depression in der Berufsgruppe der Seeleute in allen einzeln betrachteten Diensträngen auf einem Handelsschiff als ernst zu nehmendes branchentypisches Problem heraus.[58]
- 2020: das Bundesamt für Seeschifffahrt und Hydrographie veröffentlicht als Beilage zum NfS-Heft 49 / 2020 auch die weiter entwickelten “IMO-Guidelines on Fatigue” aus 2019 (MSC.1 / Circ. 1598) als deutsche Fassung der Richtlinien zu Fatigue, die von der Dienststelle Schiffssicherheit der BG Verkehr unter Az.: 11-3-0 per 21. Oktober 2020 in deutscher Sprache amtlich bekannt gemacht wurden.[59]
- 2021: die Dienststelle Schiffssicherheit der BG Verkehr legt im Rahmen der Port State Control zur wirksamen Durchsetzung der Sicherheitskultur in der Seeschifffahrt im Hafen Lübeck ein ausländischen Schiff als ein Extrembeispiel für die "Substandard-Operation of Ships" vorübergehend für 20 Tage an die Kette und kann erst nach Abstellung der Mängel die Weiterfahrt des Schiffes gestatten.[60][61]

### Luftfahrt
- Safety is Everybody’s Business, FSF 58th annual International Air Safety Seminar, Moscow, 2005; Online (PDF; 0,5 MB)

### Kerntechnik
- IAEA Safety Reports Series No. 1; Examples of Safety Culture Practices. Vienna 1997 (books.google.de)
- IAEA Safety Reports Series No. 11; Developing Safety Culture in Nuclear Activities. Vienna 1998, iaea.org (PDF; 233 kB)
- IAEA INSAG-13; Management of Operational Safety in Nuclear Power Plants. Vienna 1999, iaea.org (PDF; 146 kB)
- IAEA INSAG-15; Key Practical Issues in Strengthening Safety Culture. Vienna 2002, iaea.org (PDF; 165 kB)
- IAEA TECDOC-1329; Safety culture in nuclear installations. Vienna 2002, iaea.org (PDF; 687 kB)
- IAEA Safety Report Series No. 42: Safety Culture in the Maintenance of Nuclear Power Plants. Vienna 2005, iaea.org (PDF; 523 kB)
- Regulatory Response Strategies for Safety Culture Problems. OECD/NEA, 2000, oecd-nea.org (PDF; 240 kB)
- Sicherheitskultur in einer Kernanlage, Erfassung, Bewertung, Förderung. Eidgenössische Kommission für die Sicherheit von Kernanlagen (KSA), KSA-Report No. 04-01, 2004, bfe.admin.ch